# Graaff-Reinet

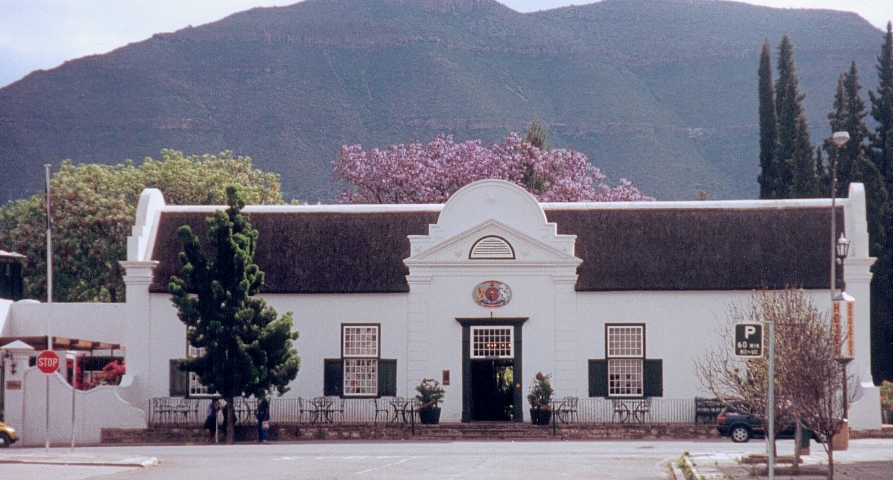
Dom w stylu holenderskim, jeden z wielu w mieście

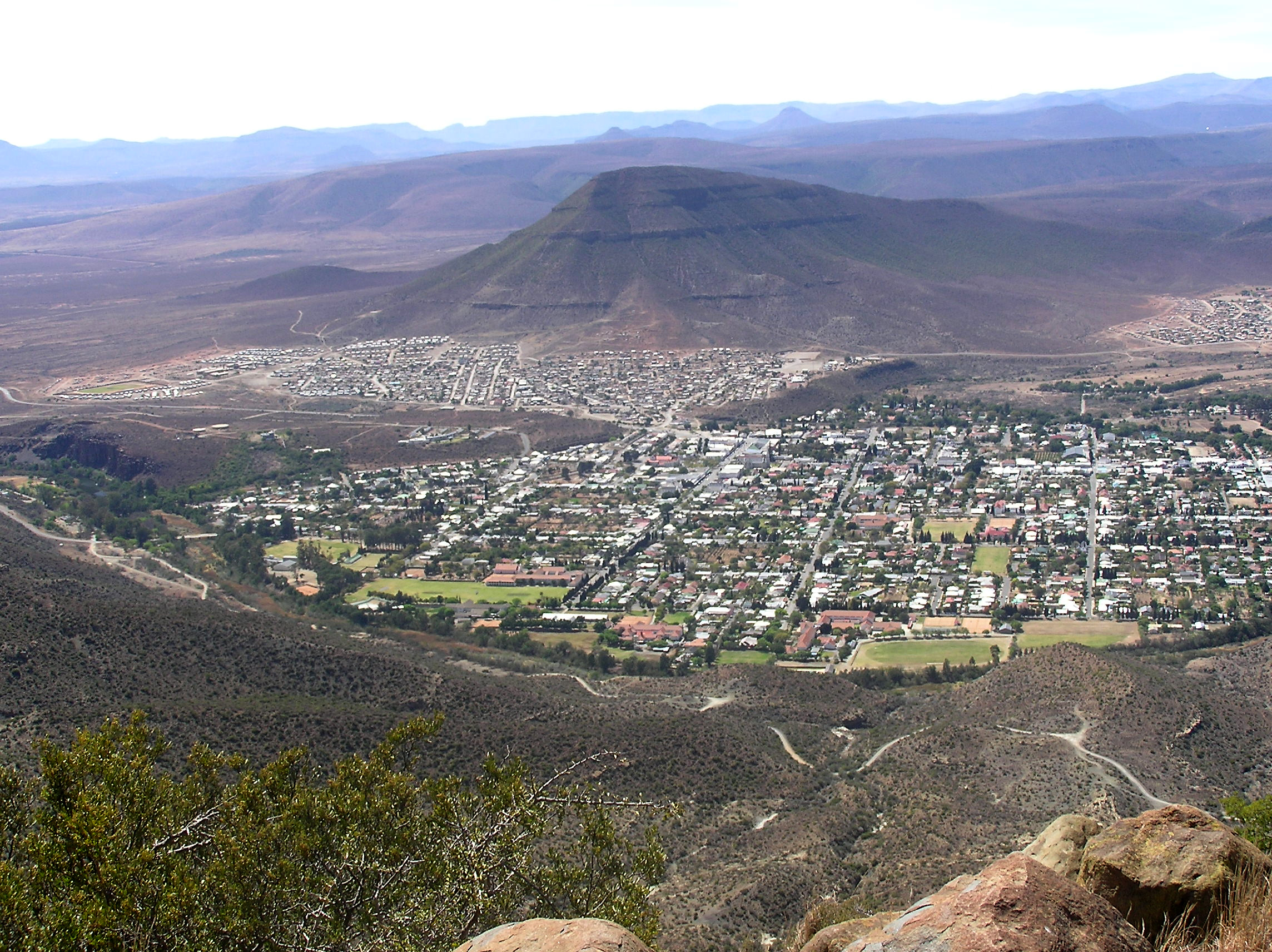
Widok na miasto z pobliskiego wzgórza

Graaff-Reinet to liczące 33.000 mieszkańców miasto, położone w Prowincji Przylądkowej Wschodniej w Republice Południowej Afryki.

## Geografia
Miasto leży w krainie geograficznej Karru u podnóży Sneuberg-Mountains i otoczone jest z trzech stron wijącą się wstęgą rzeki Sundays River.
Graaff-Reinet posiada prawie 200 zabytków unikalnej holenderskiej architektury, które przyciągają tu dużą liczbę turystów.
Miasto jest ważnym ośrodkiem gospodarczym w regionie. Gospodarka opiera się na hodowli (przede wszystkim owiec i strusiów). Poza tym miasto jest ważnym ośrodkiem uprawy winorośli.

## Historia
Miasto założone zostało 19 lipca 1786 przez Holendrów, pod patronatem Holenderskiej Kompanii Wschodnioindyjskiej. Było to czwarte miasto w Południowej Afryce po Kapsztadzie, Stellenbosch i Swellendam. Nazwa została nadana na cześć Holendra Corneliusa Jacoba van Graafa i jego żony gubernator Cornelii Reinet.
W 1792 roku powstała pierwsza świątynia Holenderskiego Kościoła Reformowanego. 6 lutego 1795 Burscy koloniści w Graaf Reinet zbuntowali się przeciw rządom Holenderskiej Kompanii Wschodnioindyjskiej i założyli pierwszą samorządną Republikę burską - Republiek Graaff Reinet. Zlikwidowana została ona 22 sierpnia 1796.
- Powstała pierwsza biblioteka publiczna Graaff (1847)

- Wychodzi pierwsza lokalna gazeta (The Graaff Reinet Couran 30 maja 1851)

- W 1879 roku przez Graaff Reinet przejechał pierwszy pociąg.